# Copestylum stigmatum
Copestylum stigmatum är en tvåvingeart som först beskrevs av Hull 1949.  Copestylum stigmatum ingår i släktet Copestylum och familjen blomflugor.
Artens utbredningsområde är Peru. Inga underarter finns listade i Catalogue of Life.